# Slovenski literarni junaki
Leksikon Slovenski literarni junaki predstavlja literarne osebe iz skoraj 500 slovenskih literarnih del. Delo literarnega zgodovinarja in sociologa Klemna Laha ter filozofinje Andreje Inkret je izšlo leta 2002 pri Mladinski knjigi v nakladi 3000 izvodov.

## O leksikonu
Sestavljen je iz treh delov: 
- uvodni del z navodili za uporabo,
- osrednji del z več kot 1000 gesli,
- kazala naslovov in avtorjev.

Avtorja nam namesto uvoda razložita, da je naslov le delno ustrezen, ker ne obravnavata vseh literarnih junakov. Leksikon ne obravnava le slovenskih literarnih junakov, temveč tudi tiste iz evropskega in neevropskega literarnega prostora, z razlago, da se jim ne moremo odreči, ker so del slovenskega in tujega slovstva. Tako bomo v leksikonu našli Samsona kot tudi Antigono itd.
Literarni leksikon vsebuje tudi mitične (Vedomec) in zgodovinske osebnosti (Maister), čeprav so bile za potrebe zgodb oz. idejnih sporočil preoblikovane.
Avtorja opozorjata na terminološke dileme v zvezi z naslovom, saj že Matjaž Kmecl je v Mali literarni teoriji opozori na dejstvo, da je najprej uporabljal izraz »junak«, kasneje pa se je uveljavil izraz »literarna oseba«. Danes je najustreznejši izraz literarni lik, s katerim lahko označimo tudi nastopajoče živali (zlato ribico), ki bi jih težko imenovali literarne osebe.

## Sestava gesla
Prvi del gesla je sestavljen iz iztočnice ali glave (ime literarnega lika). Izgovor občih, domačih in podomačenih tujih imen je označen z naglasnimi znamenji na iztočnici, izgovor tujih pa je podan v oglatem oklepaju. Sledi zaglavje, kjer so navedeni avtor in naslov dela, leto prve izdaje oz. uprizoritve in literarna vrsta; sledi geselski članek. Ta se začne s podatkom ali gre za glavno osebo, stransko osebo, naslovno osebo, pravljični lik ali pripovedovalca; nadaljuje se s poklicem literarnega lika, družbenim statusom, stopnjo izobrazbe, starostjo, rodom, če je to mogoče določiti.
Literarni liki, napisani v velikimi tiskanimi črkami, imajo svoje posebno geslo (pri splošnih oznakah gre za zbirna gesla, ki vsebujejo literarne like z enakimi karakteristikami). Pomembno je navajanje sorodstvenih, poklicnih in drugih zvez z literarnimi liki istega dela.
Osnovnim informacijam sledi povzetek tistega dela zgodbe, ki je ključen za razumevanje likove dejavnosti, iztočnica pa je v besedilu okrajšana (Jurij Ljudevit – J. L.). Na koncu so navedene povezave, ki bi bralca utegnile zanimati in pa morebitne filmske upodobitve. Najpomembnejši literarni liki so ponazorjeni tudi s slikovnim gradivom, za zahtevnejše bralce pa je navedena dodatna strokovna literatura.
Imena junakov so razvrščena po abecednem redu. Če ima literarni lik ime, priimek in vzdevek, ga v leksikonu iščemo pod poimenovanjem, s katerim v nekem delu najpogosteje nastopa. Pomagajo nam tudi kazalke, ki usmerjajo na vse literarne like, ki si npr. delijo isto ime, vendar se pojavljajo pod drugo iztočnico.
V Kazalu avtorjev so navedeni vsi avtorji, pod avtorjevim imenom so zapisana obravnavana dela ter literarni liki. Avtorji so razvrščeni glede na zvrst literarnega dela (ljudsko slovstvo, poezija, pripovedništvo, dramatika).Če bralec ne pozna imena literarnega lika, niti naslova dela in avtorja, si vseeno lahko pomaga s pomožnimi zbirnimi gesli.

## Seznam junakov

#### A
- Abadon
- Agata Schwarzkobler
- Ajgist
- Antigona
- Azbad
- Azrael

#### B
- Bedanec
- Bogomila
- bogovec Jernej
- Brdavs
- Brkati Som
- Butalci

#### C
- Ceferin
- Cefizelj

#### Č
- čarovnica
- Črtomir

#### D
- Delfina
- deseti brat
- desetnica

#### E
- Elektra
- Erazem Predjamski

#### F
- faronika
- Francka

#### G
- Grivarjevi otroci
- Gurgl

#### H
- Halgato
- hudič

#### I
- Ibn Tahir

#### J
- Jamničani
- Janez Sonce
- Jazon
- Jezerna Roža
- Joannes

#### K
- Kantor
- Klepec
- Kosobrin
- kralj Matjaž

#### L
- lepa Vida
- lisica Zvitorepka
- Lambergar

#### M
- Macafur
- Marija Tudor
- Martin Čedermac
- Martin Krpan
- Mojca Pokrajculja

#### N
- Naočnik
- Neokretni Karp

#### O
- Odisej
- Ostrorogi Jelen
- pasjeglavci

#### P
- Pedenjped
- povodni mož

#### R
- Ravbar
- Režonja
- rokovnjači

#### S
- Sapramiška
- Sinjeoka Kodrolaska
- sojenice

#### Š
- škrat

#### T
- Tantadruj
- Tugomer

#### U
- učitelj Šviligoj

#### V
- Valjhun
- vile

#### Z
- Zala - Miklova Zala
- zajček
- zeleni Jurij
- Zlatorog

#### Ž
- žal žene